# أنهة (بالا لاريجان)
أنهة (بالفارسية: انهه) هي قرية تقع في إيران في قسم بالا لاریجان الريفي. يقدر عدد سكانها بـ 88 نسمة بحسب إحصاء 2016.